# 9ff

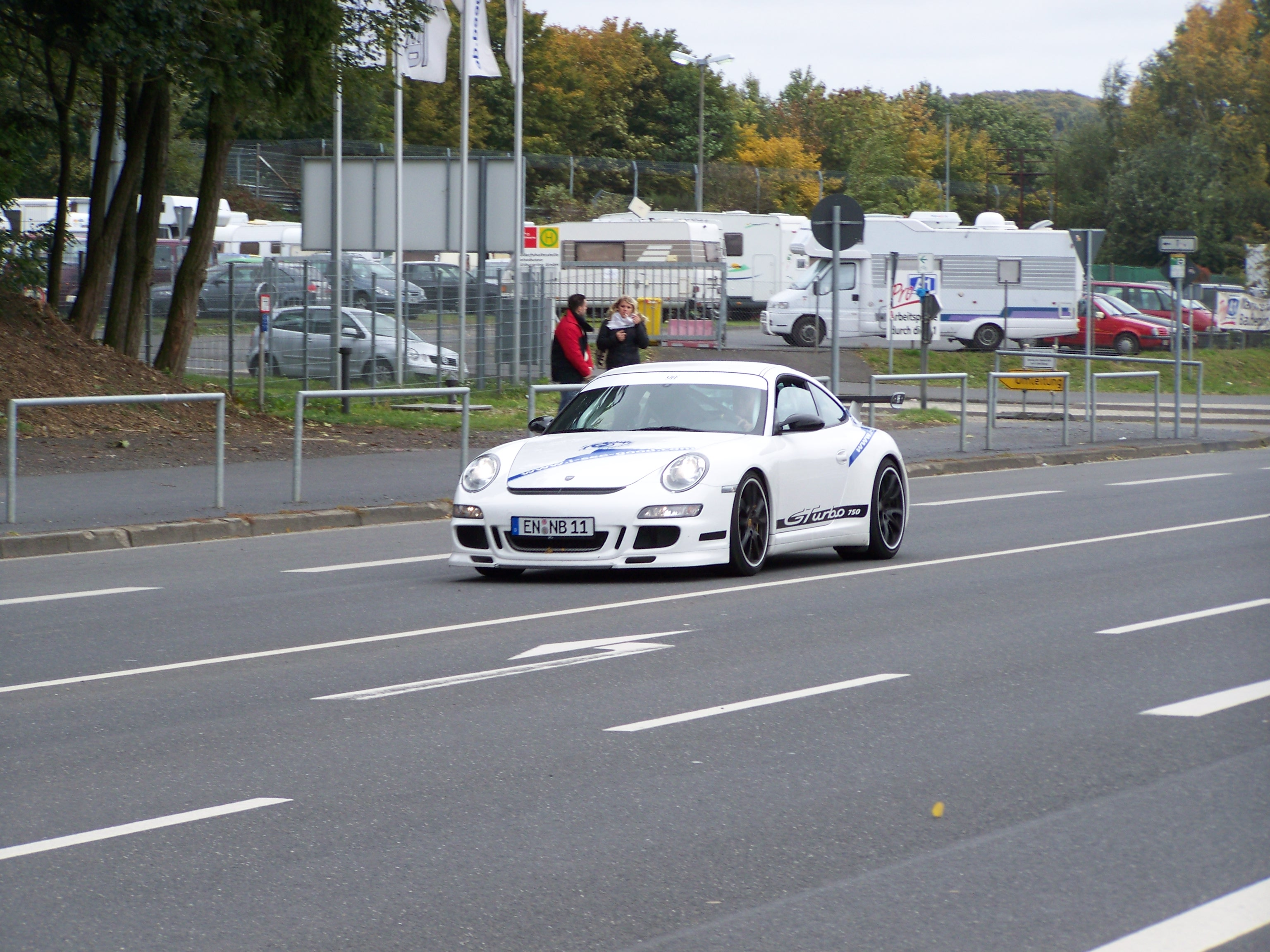
9ff GTurbo 750 na bázi Porsche 997 GT3 RS z roku 2006

9ff Fahrzeugtechnik GmbH je německá firma zabývající se tuningem sériově vyráběných automobilů Porsche. Založil ji v Dortmundu v roce 2001 Jan Fatthauer; společnost zde sídlí dodnes. 
Od roku 2005 pracuje 9ff na projektu označeném „GT9“. Jde o upravené Porsche GT3, které už překonalo rychlostní rekord vozu Bugatti Veyron (407 km/h). Jan Fatthauer s vozem GT9 dosáhl 10. dubna 2008 v Papenburgu rychlost 409 km v hodině. Měření bylo provedeno pomocí dvou nezávislých GPS přístrojů. Pro dosažení této rychlosti bylo třeba vůz kompletně přepracovat. Například byl prodloužen rozvor a musela být snížena střecha, změněn byl i podvozek, brzdy a použité pneumatiky. Šestiválcový motor boxer byl převrtán na větší objem, bylo změněno sání i výfuk spalin. Pomocí dvou turbodmychadel byl jeho výkon zvýšen na 725 kW (987 koní) při 7850 ot/min. Maximální kroutící moment motoru je 964 Nm při 5970 otáčkách.
Pokud se firmě podaří dosáhnout svého cíle, bude pro zákazníky vyrobena série 20 vozů jejichž cena se má těsně blížit 500 000 €.
9ff také chystá představení upraveného a silnějšího vozu 9ff GT9R, který má mít výkon větší o téměř 200 koní a má dosahovat ještě vyšší rychlost.